# Royal Sporting Club Anderlecht Futsal
Il Royal Sporting Club Anderlecht Futsal, noto semplicemente come Anderlecht, è una squadra belga di calcio a 5 con sede a Anderlecht.

## Storia
La società è stata fondata nel 2004 a Gooik da Dries Roelens e Lieven Baert come "Gooik-Neigem Zaalvoetbalclub" e, nel 2011, è divenuta "Futsal Project Asse-Gooik". Nel 2014 ha assunto la denominazione "Futsal Project Halle-Gooik" per rappresentare anche la vicina città di Halle. Partendo dalla quarta categoria provinciale, la squadra fiamminga ha scalato in breve tempo la piramide calcettistica belga, guadagnando la promozione nella massima serie al termine della stagione 2012-13. Il 25 marzo 2022 la dirigenza annuncia che, a partire dalla stagione 2022-23, l'Halle-Gooik verrà incorporato nell'Anderlecht, di cui diverrà la sezione di calcio a 5; denominazione sociale e divise di gioco vengono cambiate di conseguenza. La squadra abbandona inoltre il palazzetto dello sport di Halle per trasferirsi nel centro sportivo "Belleheide" di Roosdaal.

## Palmarès
- Campionato belga: 6

2014-15, 2015-16, 2016-17, 2017-18, 2018-19, 2021-22
- Coppa del Belgio: 4

2014-15, 2015-16, 2017-18, 2018-19
- Supercoppa del Belgio: 3

2015, 2017, 2018